# Nel ASA
Nel ASA conhecida anteriormente como DiaGenic ASA é companhia de tecnologia da Noruega que fornece soluções para a produção, armazenamento e distribuição de hidrogênio a partir de fontes de energia renováveis.
Seus produtos incluem eletrolisadores de água, geradores de hidrogênio e equipamentos de abastecimento de hidrogênio entre outros, seus produtos são usados em setor econômicos da sociedade como o de transportes e de energia.
Além da Noruega, opera também na Alemanha, Áustria, Bélgica, Dinamarca e Estados Unidos.
A empresa se chamava DiaGenic ASA e em outubro de 2014 ela muda de nome e se torna NEL ASA.
Foi fundada em 1927 e sua sede fica na cidade de Oslo na Noruega.

## História
A empresa começou em 1927. Em 1940, a maior usina de eletrólise de água do mundo foi construída em Rjukan, Noruega, com uma capacidade total de mais de 30.000 Nm3/hora de hidrogênio a partir de energia hidrelétrica. Em 1988, a Nel lançou o primeiro eletrolisador do mundo a oferecer eletrolisadores alcalinos sem amianto. A H2 Logic A/S, subsidiária da NEL ASA, assinou um acordo vinculativo de transferência de tecnologia com a japonesa Mitsubishi Kakoki Kaisha, Ltd., membro das empresas do Grupo Mitsubishi, em 2015. Em 2016, a Nel tinha a intenção de instalar pelo menos 20 estações de reabastecimento de hidrogênio na Noruega até 2020.
Atualmente, Nel está envolvido em vários projetos em todo o mundo, incluindo o comissionamento do primeiro trem movido a hidrogênio na Alemanha como parte do H2 West Coast Consortium. Em fevereiro de 2019, soube-se que um acordo-quadro para a Suíça havia sido concluído com a Hyundai Motor Company para o fornecimento de 60 a 80 MW de um total de 1.000 caminhões esperados na primeira fase e hidrogênio necessário para outras aplicações. Na Austrália, a NEL está envolvida em um projeto de uso do hidrogênio verde como energia comercial comum.
Outro grande projeto está planejado em parceria com a startup americana Nikola Corporation, fabricante de caminhões movidos a hidrogênio e que nos próximos anos, a empresa planeja instalar ou expandir uma infraestrutura de hidrogênio (postos de gasolina e eletrolisadores) nos Estados Unidos.
Em agosto de 2019 foi anunciado um acordo de cooperação com a multinacional Yara International. Este é um projeto de fertilizantes para a agricultura. A NEL contribui com seu eletrolisador alcalino pressurizado autodesenvolvido, que, com a ajuda da corrente elétrica, produz uma reação química, uma conversão de material, necessária para a produção de fertilizantes livre de emissões que poluam o meio ambiente.